# René Trautmann
Pour les articles homonymes, voir Trautmann.
Pas d'image ? Cliquez ici
René Trautmann, dit Le Roi René, né le 29 juin 1927 à Marseille et mort le 23 novembre 1997 à Mandagout (Gard), est un pilote de rallye professionnel français. Il fut notamment champion de France des rallyes (catégorie tourisme) en 1963, et deux fois vainqueur du Tour de Corse en 1961 et 1963, sur Citroën DS. Abandonnant la compétition en 1972, il sort de sa retraite en 1980 pour participer au rallye Paris-Dakar au volant d'une Land Rover,.

## Biographie (en bref)[3]
René Trautmann découvre le monde des rallyes relativement tard : installé à Grenoble où il s'occupe d'un magasin de photographies, il participe grâce à un ami garagiste au Critérium Neige et Glace 1956 sur sa Peugeot 203 à compresseur. Pris par le virus de la course, il achète une Renault 4CV transformée avec laquelle il participe à quelques épreuves régionales, sans résultat. Il remplace alors la 4CV par une Citroën DS avec laquelle il dispute quelques épreuves classiques telles le Rallye Lyon-Charbonnières, mais ce sont surtout ses étonnantes performances lors du Tour de Corse 1957, au volant d'une bonne vieille 15-Six, qui le font remarquer, et lui permettent d'obtenir une aide financière de Yacco. Cela lui donne les moyens, avec l'aide de son ami garagiste, de transformer sa DS et de commencer à glaner de beaux résultats, dont une première victoire au Rallye Marseille-Provence 1958.
Devenu pilote d'usine Citroën dès 1960, il enchaîne les succès internationaux, et est bientôt reconnu comme l'un des meilleurs spécialistes sur neige. En 1961 il obtient le meilleur temps cumulé au Rallye Monte-Carlo avec Jean-Claude Ogier, mais il doit se contenter de la 19es place au classement général, loin derrière une lourde Panhard du fait des indices correcteurs.
À l'issue de la saison 1963 au cours de laquelle il obtient le titre de champion de France, fort de huit victoires, il quitte Citroën pour Lancia alors dirigée par Cesare Fiorio, marque pour laquelle il courra régulièrement jusqu'en 1969.
Dès lors, on ne le verra plus qu'en de rares occasions, comme le Londres-Mexico 1970 sur DS 21 (vainqueur de l'étape européenne du Marathon Wembley-Mexico), ou encore lors du Monte-Carlo en 1972 sur Citroën SM, son avant-dernier rallye "classique" (six ans plus tard, il sera au départ de l'Acropole). Il ressortira une dernière fois le casque en 1981 à l'occasion du Paris-Dakar.
En 1976, son fils Henri se classe de son côté 11e à l'Acropole.
À sa retraite sportive il se consacra à la restauration d'un château à Mandagout dans les Cévennes.

## Titres
- Trophée européen des rallyes en 1961 ;
- Champion de France des rallyes en 1963 ;
  - Vice-champion d'Europe des rallyes en 1960 ;
  - Vice-champion de France des rallyes catégorie Tourisme en 1962 et 1964;

## Principales victoires[6],[7],[8]
| Saison | Rallye                                                         | Copilote           | Voiture                       |
| ------ | -------------------------------------------------------------- | ------------------ | ----------------------------- |
| 1959   | Rallye Pétrole-Provence                                        | Paule Trautmann    | Citroën ID19                  |
| 1960   | Rallye du Limousin                                             | Patrick Chopin     | Alfa Romeo Giulietta TI       |
| 1960   | Critérium des Cévennes                                         | Jean-Claude Ogier  | Citroën ID19                  |
| 1960   | Rallye des Tulipes                                             | Guy Verrier        | Citroën ID19                  |
| 1960   | Tour de Belgique                                               | Jacques Jourdain   | Citroën ID19                  |
| 1961   | Coupe des Alpes - Tourisme améliorée                           | Patrick Chopin     | Citroën DS19                  |
| 1961   | Tour de Corse                                                  | Jean-Claude Ogier  | Citroën DS19                  |
| 1962   | Rallye Neige et Glace - GT                                     | ?                  | Citroën DS19                  |
| 1962   | Critérium Alpin                                                | Yves Chérel        | Citroën DS19                  |
| 1962   | Rallye du Mont-Blanc                                           | Claude Laurent     | Mini Cooper 1000              |
| 1962   | Coupe des Alpes - Tourisme                                     | Patrick Chopin     | Citroën DS19                  |
| 1962   | Rallye du Mistral                                              | Claudine Bouchet   | Citroën ID19                  |
| 1962   | Critérium des Cévennes                                         | Claudine Bouchet   | Citroën DS19                  |
| 1963   | Rallye Neige et Glace - GT                                     | Claudine Bouchet   | Citroën DS19                  |
| 1963   | Rallye des Routes du Nord - Tourisme                           | Claudine Bouchet   | Citroën DS19                  |
| 1963   | Critérium Alpin                                                | Claudine Bouchet   | Citroën DS19                  |
| 1963   | Rallye de Lorraine - Tourisme                                  | Claudine Bouchet   | Citroën DS19                  |
| 1963   | Rallye Lyon-Charbonnières - Tourisme                           | Michel Karaly      | Citroën DS19                  |
| 1963   | Rallye du Mont-Blanc - Tourisme                                | Claude Laurent     | Citroën DS19                  |
| 1963   | Tour de Corse                                                  | Alexis Chabert     | Citroën DS19                  |
| 1963   | Rallye Fleurs & Parfums                                        | Alexis Chabert     | Citroën DS19                  |
| 1964   | Rallye Fleurs & Parfums                                        | Alexis Chabert     | Citroën DS19                  |
| 1964   | Rallye du Mont-Blanc (3)                                       | René N'Guyen       | Lancia Flavia coupé           |
| 1964   | Rallye Lyon-Charbonnières                                      | René N'Guyen       | Lancia Flavia coupé           |
| 1964   | Critérium Alpin (3)                                            | Yves Chérel        | Lancia Flavia coupé           |
| 1965   | Coupe des Alpes - Tourisme                                     | Claudine Bouchet   | Lancia Flavia Zagato          |
| 1967   | Rallye du Forez                                                | Claudine Trautmann | Lancia Fulvia Coupé Rallye HF |
| 1968   | Critérium Jean Behra                                           | Claudine Trautmann | Lancia Fulvia Coupé Rallye HF |
| 1968   | Rallye du Forez                                                | Vanini             | Lancia Fulvia Coupé Rallye HF |
| 1971   | Critérium Neige et Glace - Vainqueur du Gr.1 (& 4e au général) | ?                  | Citroën DS21                  |

## Podiums en championnat d'Europe
- 2e du rallye de Genève, en 1960;
- 2e du rallye d'Allemagne, en 1960;
- 2e du rallye Monte-Carlo, en 1966 (sur Lancia Flavia coupé):
- 3e du rallye de l'Acropole en 1962 (sur Citroën DS 19) et 1965 (sur Lancia Flavia coupé).

## Divers
- René Trautmann est l'un des pionniers en matière de prise de notes lors des reconnaissances.
- Il a épousé en secondes noces Claudine (Vanson-)Bouchet, sa coéquipière (et souvent copilote) chez Citroën et Lancia: cette dernière a été sacrée championne de France des rallyes à quatre reprises, en 1960, 1961, 1962 et 1963 (record avec Marie-Claude Beaumont). Elle a aussi remporté la Coupe des Dames tourisme en 1961 au tour de France automobile (avec Mlle Kissel), en 1963 au rallye de Catalogne (3e au général) et au tour de Corse (6e au général) (avec Lucette Pointet), et en 1964 au rallye des Routes du Nord (avec Marie-Claude Beaumont). En 1974, elle termina 4e du London to Munich avec Marie Odile Desvignes sur Peugeot 504, épreuve comptant pour la World Cup Rally.